# David Myers
David G. Myers (Seattle, Washington, 20 de setembro de 1942) é um psicólogo norte-americano formado pela Universidade de Iowa.
Myers leciona psicologia no Hope College, é autor de dezenas de livros e mantém a Fundação David & Carol Myers, que provê verbas para organizações filantrópicas. 

## Prêmios
- Prêmio Gordon Allport (1977)

## Seleção de obras
- Psychology Through the Eyes of Faith (1987)
- The Pursuit of Happiness: Who Is Happy--and Why (1992)
- A Quiet World: Living with Hearing Loss (2000)
- The American Paradox: Spiritual Hunger in an Age of Plenty (2000)
- Intuition: Its Powers and Perils (2002)
- What God Has Joined Together:  The Christian Case for Gay Marriage (com Letha Dawson Scanzoni, 2005)
- A Friendly Letter to Skeptics and Atheists:  Musings on Why God is Good and Faith isn't Evil (2008)